# Hassan Hattab
Hassan Hattab (14 de enero de 1967). Es un antiguo emir de la segunda región del GIA en los tiempos de Djamel Zitouni, a principios de los 90. Fue también líder y fundador de la organización terrorista argelina Grupo Salafista para la Predicación y el Combate (GSPC). En 2007 se entregó a las autoridades argelinas y está acogido a la Carta de Paz y Reconciliación.

## Trayectoria
Formado como paracaidista en el ejército, abandonó el mismo en 1989, dedicándose a la mecánica. Se unió al Grupo Islámico Armado (GIA) en 1992. Llegó a ser jefe de la región de la Cabilia dentro de la organización. La sangrienta deriva del GIA con asesinatos de civiles le llevó a abandonar la organización en 1998 uniéndose al GSPC cuyos embriones estaban activos en la zona de Cabilia. El crecimiento del GSPC eclipsó al GIA debido a los problemas y purgas internas que padecía. Fue relevado en 2003 de la dirección del GSPC, cuando Nabil Saharoui asumió el control.
Aunque un exmiembro del GSPC anunció su muerte en el verano de 2003, el propio grupo, a través de su portavoz, Abou Omar Abdul Bir comunicó que había dimitido. También en 2004, el periódico oficialista de la Autoridad Nacional Palestina, Al-Hayat al-Jadida publicaba una entrevista con Hattab, evidenciando que no había muerto, al tiempo que reclamaba el liderazgo del GSPC una vez muerto Saharoui. 
En febrero de 2005 el GSPC anunció su separación de la organización. El 17 de marzo del mismo año hizo un llamamiento a través de Arabic News para el abandono de la violencia por parte del GSPC al objeto de integrarse en el proceso de reconciliación nacional auspiciado por Abdelaziz Bouteflika, petición que reiteró el 30 de marzo de 2006.
Hattab anunció su personal decisión de abandonar la lucha armada el 3 de septiembre al diario argelino L'Expresion y se entregó el 22 de septiembre de 2007, acogiéndose a la Carta de Paz y Reconciliación. Se anunció que sería procesado por las autoridades argelinas, dado que la Carta de Paz reconocía la amnistía de forma modulada.
En 2014 se conoció que vivía con su familia en una residencia protegida, en Ben Aknoun, en Argel protegido por los servicios de seguridad. Se convirtió supuestamente en un valioso aliado de los servicios de seguridad intentando convencer a quienes se mantenían en armas, antiguos acólitos del GSPC, a rendirse como parte de la Concordia Civil. Su colaboración "ayudó a prevenir varios crímenes", aseguró Tayeb Belaiz, Ministro del Interior de Argelia.